# Heinkel HE 7
L'Heinkel HE 7 era un biplano idrovolante da ricognizione e aerosilurante progettato dalla Heinkel nel 1927.
Il velivolo era lo sviluppo dell'Heinkel HE 14 ed venne equipaggiato con due motori Bristol Jupiter VI (prodotti su licenza dalla Siemens) da 450 cavalli (336 kW). L'equipaggio era costituito da due persone anche se prevista l'aggiunta di un terzo membro nella parte anteriore della fusoliera.
Nell'estate del 1927 l'aereo aveva finito le prove ed era pronto per la produzione in serie ma le severe restrizioni del trattato di Versailles non permettevano alla Germania di farlo. La mancanza di interesse dei clienti stranieri misero fine all'impresa.